# 창성학원
학교법인 창성학원(學校法人 昌成學園)은 대전광역시 유성구에 주소를 둔 학교법인이다. 현재 이사장은 임정섭이다.
산하에 대전중앙중학교, 대전중앙고등학교, 대전여자상업고등학교, 대덕대학교가 있다.